# La frottola del pallone
La frottola del pallone (The Balloon-Hoax) è uno scritto di Edgar Allan Poe.

## Contesto
In origine fu pubblicato come un articolo di giornale sul New York Sun del 13 aprile 1844. Lo scritto si presentava come un resoconto plausibile e dettagliato di un viaggio in pallone aerostatico da un lato all'altro dell'Oceano Atlantico, compiuto in soli tre giorni da un equipaggio di otto uomini.
Solo due giorni dopo lo stesso Sun pubblicò una ritrattazione in cui si specificava che l'articolo fosse in realtà un'opera d'immaginazione. Di conseguenza oggi lo scritto viene considerato alla stregua degli altri racconti di Poe e stampata nelle relative raccolte, con il titolo La frottola del pallone.

## Trama

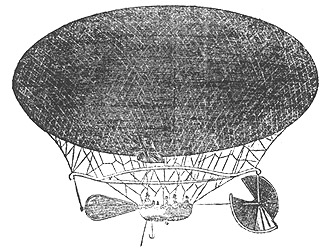
L'articolo era corredato da un "modello dell'aerostato Victoria"

Lo scritto si apre con il titolo (Astounding News!) e il sommario dell'articolo pubblicato sul New York Sun, riguardante un volo in pallone attraverso l'Oceano Atlantico compiuto in sole settantacinque ore da un equipaggio di otto uomini.
Segue quindi una cronaca dell'evento, così suddivisa: una breve introduzione, la descrizione del pallone e il giornale di bordo degli aeronauti.
Nella terza parte riprende la parola il cronista, che conclude l'articolo.

## Ispirazione e lascito
È probabile che Poe sia stato ispirato da un vero viaggio aerostatico transmarino compiuto otto anni prima, nel novembre del 1836, da Thomas Monck Mason, Charles Green e Robert Holland, che viaggiarono da Londra fino a Weilburg in Germania. Mason pubblicò anche un resoconto, Account of the Late æronautical Expedition from London to Weilburg. Uno dei personaggi dello scritto di Poe ha nome Monck Mason.
Poe stesso ricorda la sensazione causata dal suo articolo.

## Scientificità
Un viaggio in pallone aerostatico di tale portata non era stato ancora compiuto all'epoca di Poe. Solo settantacinque anni dopo, nel 1919, il dirigibile britannico R34 (gemello dell'R33) attraversò l'Atlantico dalla Gran Bretagna alla costa orientale degli Stati Uniti in 108 ore e 12 minuti.
Per quanto riguarda invece una mongolfiera, ossia un veicolo ancor più affine a quello descritto da Poe rispetto al summenzionato R34, solo nel 1978 la Double Eagle II viaggiò da Presque Isle, Maine, a Miserey in Francia, impiegando 7 giorni (dall'11 al 17 agosto), con un equipaggio di tre uomini (Ben Abruzzo, Maxie Anderson e Larry Newman).

## Edizioni italiane
- La burla del pallone, trad. di Elio Vittorini, in Opere scelte, a cura di Giorgio Manganelli, Mondadori, Milano, 1971.
  - Ristampata in Obscura. Tutti i racconti di Edgar Allan Poe, a cura di Giuseppe Lippi, illustrazioni di Màlleus, Mondadori, 2018, ISBN 978-8804687047.